# Раховская мебельная фабрика
Раховская мебельная фабрика — промышленное предприятие в городе Рахов Раховского района Закарпатской области Украины.

## История
В 1950 году в посёлке городского типа Рахов была создана промысловая артель, начавшая производство мебели. В середине 1950х годов Рахов уже являлся центром лесной и деревообрабатывающей промышленности.
В 1960 году в соответствии с семилетним планом развития народного хозяйства СССР (1959 - 1965 гг.) в результате объединения леспромхоза и лесхоза был создан Раховский лесокомбинат треста "Закарпатлес", в состав которого в 1962 году в качестве отдельного цеха была включена мебельная фабрика.
В 1963 году фабрика выпустила продукции на сумму 450 тыс. рублей, а в 1967 году - на сумму 843 тыс. рублей. По состоянию на начало 1969 года, предприятие выпускало мебель и деревянные сувенирные изделия, которые поставлялись во все республики СССР.
В целом, в советское время мебельная фабрика входила в число ведущих предприятий райцентра.
После провозглашения независимости Украины государственное предприятие было приватизировано и в дальнейшем прекратило своё существование.